# Oluf Hall
Peter Oluf Brøndsted Hall (født 10. maj 1839 i København, død 30. april 1909) var en dansk proprietær, bror til Carl Hall.
Han var søn af konseilspræsident Carl Christian Hall og Augusta Marie Hall, født Brøndsted, tog filosofikum, og var sekretær for sin far, der var forstander for Herlufsholm skole og gods samt sekretær for Den Hielmstierne-Rosencroneske Stiftelse, som havde hjemme på Herlufsholm. Senere blev Hall indehaver af Horstedgård ved Vejle (Højen Sogn) og Sorthat Plantage på Bornholm. 1. september 1887 blev han Ridder af Dannebrog.
Han ægtede 5. april 1888 på Frederiksberg Anna Betty Adelaide Kringelbach (12. april 1848 i København – ?). De havde ingen børn.
Han er begravet på Herlufsholm.